# Pewel Mała
Pewel Mała ist eine Ortschaft mit einem Schulzenamt der Gemeinde Świnna im Powiat Żywiecki der Woiwodschaft Schlesien in Polen.

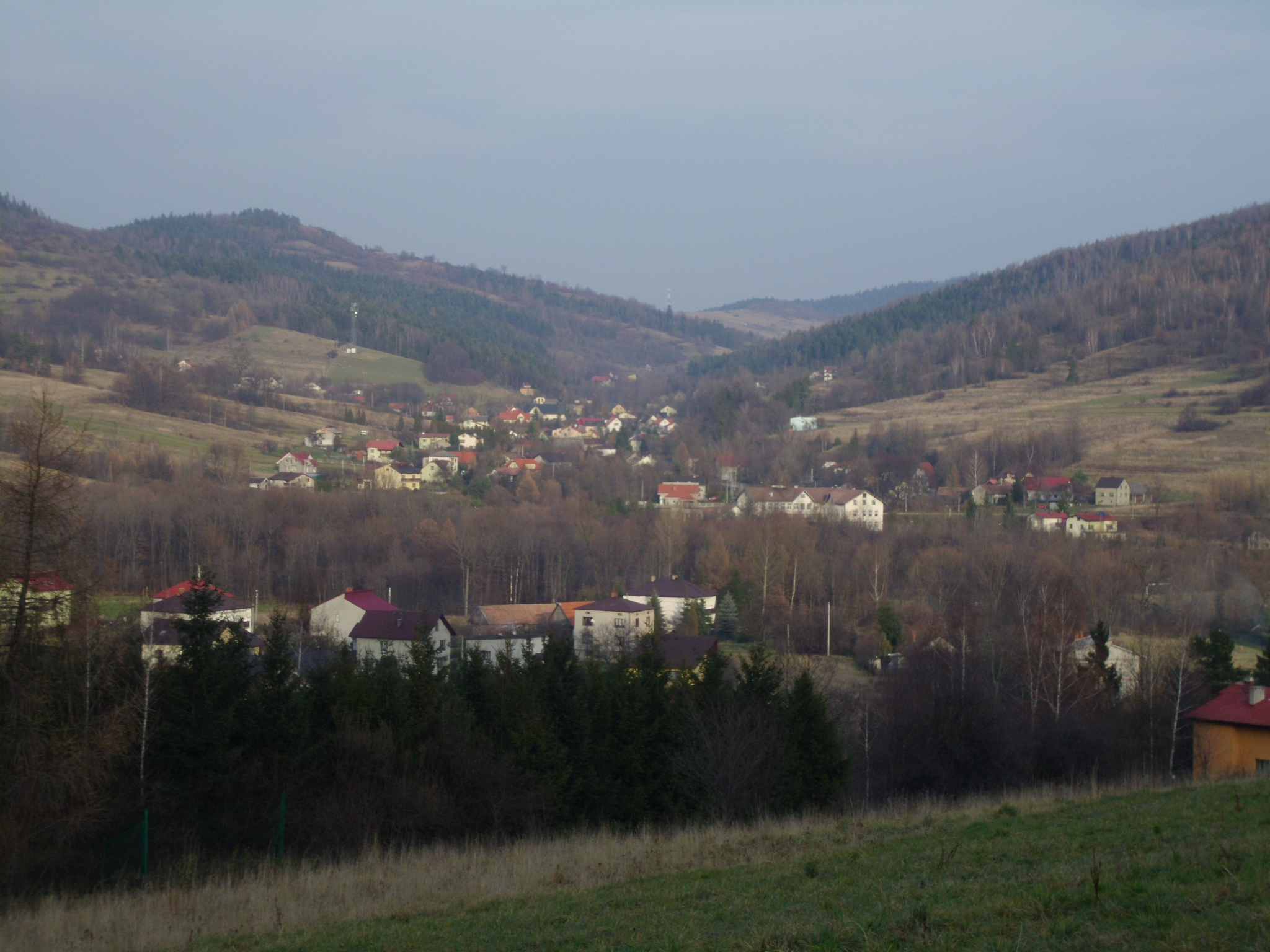
Überblick auf das Dorf

## Geographie
Der Ort liegt am Bach Pewlica (nicht zu verwechseln mit dem gleichnamigen Bach in Pewel Wielka), einem rechten Zufluss der Koszarawa, sowie am linken Ufer der Koszarawa, zwischen den Makower Beskiden im Nordosten und den Saybuscher Beskiden im Süden. Die Nachbarorte sind Rychwałdek im Norden, Mutne in Osten, Jeleśnia im Südosten, sowie Świnna im Süden und Westen.

## Geschichte
Andrzej Komoniecki (1658–1729), der Vogt von Żywiec (Saybusch), erwähnt in seiner Chronik des Saybuscher Landes aus dem frühen 18. Jahrhundert das Dorf Pewle erstmals im Jahr 1562, das am wahrscheinlichsten das spätere Pewel Ślemieńska war. Weiter in der Narration unterschied Komoniecki aber zwei Orte namens Pewla: Pewla Żywiecka (Wielka?) und Pewla Ślemieńska, sowie schrieb über die Siedlung Biadaszków, das heute der Weiler Biedaszek bzw. Biadosek von Pewel Mała, an der Mündung der Pewlica in die Koszarawa ist. Nach Komoniecki wurde Biedaszek bzw. die spätere Pewel Mała (etwa Klein Pewel) von einem Bauern aus Mähren gegründet. Der Name Pewel Mała erschien erst nach dem Jahr 1620, als ein Dorf, das mit Pewel Wielka zu den Gütern von Jeleśnia im Land Saybusch gehörte (Im Unterschied zu Pewel Ślemieńska und Pewelka in der Herrschaft Ślemień). Die onomastische Erläuterung leitet den Namen Pewel vom gleichnamigen Bach ab, wo der Kern pew- ≤ plv- sich auf die Verben plwać, pluć und płynąć (fließen) bezieht und endet mit dem Suffix -el ≤ -ьlь.
Administrativ gehörten alle diese wahrscheinlich durch Walachen gegründete Ortschaften zum Kreis Schlesien in der Woiwodschaft Krakau, ab 1569 in der Adelsrepublik Polen-Litauen.
Bei der Ersten Teilung Polens kam das Dorf 1772 zum neuen Königreich Galizien und Lodomerien des habsburgischen Kaiserreichs (ab 1804). Ab 1782 gehörte es dem Myslenicer Kreis (1819 mit dem Sitz in Wadowice). Nach der Aufhebung der Patrimonialherrschaften bildete es nach 1850 eine Gemeinde im Bezirk Saybusch.
1918, nach dem Ende des Ersten Weltkriegs und dem Zusammenbruch der k.u.k. Monarchie, kam Pewel Mała zu Polen. Unterbrochen wurde dies nur durch die Besetzung Polens durch die Wehrmacht im Zweiten Weltkrieg. Es gehörte dann zum Landkreis Saybusch im Regierungsbezirk Kattowitz in der Provinz Schlesien (seit 1941 Provinz Oberschlesien).
Von 1975 bis 1998 gehörte Pewel Mała zur Woiwodschaft Bielsko-Biała.